# 1981–1982-es kupagyőztesek Európa-kupája
A KEK 1981–1982-es szezonja volt a kupa 22. kiírása. A győztes az FC Barcelona lett, miután a döntőben 2–1-re legyőzte a belga Standard Liège együttesét.

## Selejtező
| 1. csapat    | Össz. | 2. csapat                | 1. mérk. | 2. mérk. |
| ------------ | ----- | ------------------------ | -------- | -------- |
| FC Timişoara | 2–5   | 1. FC Lokomotive Leipzig | 2–0      | 0–5      |

## Első forduló
| 1. csapat                | Össz.                 | 2. csapat                | 1. mérk. | 2. mérk.   |
| ------------------------ | --------------------- | ------------------------ | -------- | ---------- |
| Fram                     | 2–5                   | Dundalk FC               | 2–1      | 0–4        |
| AFC Ajax                 | 1–6                   | Tottenham Hotspur FC     | 1–3      | 0–3        |
| FC SZKA Rosztov          | 5–0                   | Ankaragücü               | 3–0      | 2–0        |
| Eintracht Frankfurt      | 2–2 (11-esekkel: 5–4) | PAOK FC                  | 2–0      | 0–2 (h.u.) |
| Swansea City FC          | 1–3                   | 1. FC Lokomotive Leipzig | 0–1      | 1–2        |
| Jeunesse Esch            | 2–7                   | FK Velež Mostar          | 1–1      | 1–6        |
| AC Dukla Praha           | 4–2                   | Rangers FC               | 3–0      | 1–2        |
| FC Barcelona             | 4–2                   | Trakia Plovdiv           | 4–1      | 0–1        |
| Vålerenga                | 3–6                   | Legia Warszawa           | 2–2      | 1–4        |
| Lausanne Sports          | 4–4 (ig.)             | Kalmar FF                | 2–1      | 2–3        |
| FC KooTeePee             | 0–5                   | SC Bastia                | 0–0      | 0–5        |
| FC Dinamo Tbiliszi       | 4–2                   | Grazer AK                | 2–0      | 2–2        |
| Enosis Neon Paralimni FC | 1–8                   | Vasas                    | 1–0      | 0–8        |
| Floriana FC              | 1–12                  | Standard Liège           | 1–3      | 0–9        |
| Vejle BK                 | 2–4                   | FC Porto                 | 2–1      | 0–3        |
| Ballymena United FC      | 0–6                   | AS Roma                  | 0–2      | 0–4        |

## Második forduló
| 1. csapat                | Össz.                 | 2. csapat            | 1. mérk. | 2. mérk.   |
| ------------------------ | --------------------- | -------------------- | -------- | ---------- |
| Dundalk FC               | 1–2                   | Tottenham Hotspur FC | 1–1      | 0–1        |
| FC SZKA Rosztov          | 1–2                   | Eintracht Frankfurt  | 1–0      | 0–2        |
| 1. FC Lokomotive Leipzig | 2–2 (11-esekkel: 3–0) | FK Velež Mostar      | 1–1      | 1–1 (h.u.) |
| AC Dukla Praha           | 1–4                   | FC Barcelona         | 1–0      | 0–4        |
| Legia Warszawa           | 3–2                   | Lausanne Sports      | 2–1      | 1–1        |
| SC Bastia                | 2–4                   | FC Dinamo Tbiliszi   | 1–1      | 1–3        |
| Vasas                    | 1–4                   | Standard Liège       | 0–2      | 1–2        |
| FC Porto                 | 2–0                   | AS Roma              | 2–0      | 0–0        |

## Negyeddöntő
| 1. csapat                | Össz. | 2. csapat           | 1. mérk. | 2. mérk. |
| ------------------------ | ----- | ------------------- | -------- | -------- |
| Tottenham Hotspur FC     | 3–2   | Eintracht Frankfurt | 2–0      | 1–2      |
| 1. FC Lokomotive Leipzig | 2–4   | FC Barcelona        | 0–3      | 2–1      |
| Legia Warszawa           | 0–2   | FC Dinamo Tbiliszi  | 0–1      | 0–1      |
| Standard Liège           | 4–2   | FC Porto            | 2–0      | 2–2      |

## Elődöntő
| 1. csapat            | Össz. | 2. csapat      | 1. mérk. | 2. mérk. |
| -------------------- | ----- | -------------- | -------- | -------- |
| Tottenham Hotspur FC | 1–2   | FC Barcelona   | 1–1      | 0–1      |
| FC Dinamo Tbiliszi   | 0–2   | Standard Liège | 0–1      | 0–1      |

## Döntő
| 1982. május 12. 20:15 |

| FC Barcelona             | 2–1   | Standard Liège   |
| ------------------------ | ----- | ---------------- |
| Simonsen 45+2' Quini 63' | (1–1) | Vandersmissen 8' |

| Camp Nou, Barcelona Nézőszám: 110 000 Játékvezető: Walter Eschweiler (nyugatnémet) |

| Az 1981–1982-es kupagyőztesek Európa-kupája győztese |
| ---------------------------------------------------- |
| FC Barcelona 2. cím                                  |

## Lásd még
- 1981–1982-es bajnokcsapatok Európa-kupája
- 1981–1982-es UEFA-kupa